# Kim Young-sam
Kim Young-sam (coreeană 김영삼; n. 20 decembrie 1927, Geoje⁠(d), Coreea de Sud – d. 22 noiembrie 2015, Seul, Coreea de Sud) este un politician și activist pentru democrație sud-coreean. A fost al 14-lea președinte al țării. Din 1961, a fost timp de 30 de ani liderul opoziției din Coreea de Sud, și unul dintre cei mai puternici oponenți ai lui Park Chung-hee. 
A fost primul președinte civil al Coreei de Sud, după o serie de dictaturi începând cu cea a lui Syngman Rhee. Kim Young-san a fost numit în funcție la 25 februarie 1993. În timpul mandatului său de cinci ani a avut loc o masivă campanie anti-corupție, arestarea celor doi predecesori ai săi, și s-a adoptat o politică de internaționalizare numită Segyehwa. 